# Hòa Phát (phường)
Hòa Phát là một phường cũ thuộc quận Cẩm Lệ cũ, thành phố Đà Nẵng, Việt Nam.
Đã giải thể ngày 20 tháng 6 năm 2025 sau nghị quyết sắp xếp các đơn vị hành chính các tỉnh thành thành 2 cấp.
Phường Hoà Phát có diện tích 5,38 km², dân số năm 2005 là 9261 người, mật độ dân số đạt 1.721 người/km².

## Lịch sử
Phường Hòa Phát được thành lập năm 2005 trên cơ sở phần còn lại của xã Hòa Phát (cũ) sau khi tách một phần diện tích và dân số của xã Hòa Phát, huyện Hòa Vang để thành lập phường Hòa An.